# Jag är en gäst på jorden
Jag är en gäst på jorden är en psalmtext av signaturen O.L.B.. Texten har fem 8-radiga verser. Oscar Lövgren, som anger författaren som okänd, antar i sitt Psalm- och sånglexikon (1965) att texten har amerikanskt ursprung.

## Publicerad i
- Sånger för söndagsskolan 1873, av Teodor Trued Truvé.
- Herde-Rösten som nr 330 med titeln "Hvart hän?" under rubriken "Hemlandssånger".
- Sions Sånger 1951, nr 103.
- Sions Sånger 1981, nr 226 under rubriken "Längtan till hemlandet".